# William Stephen Atkinson
William Stephen Atkinson (1820 — 1876) foi um lepidopterologista indiano.
Viveu muitos anos em Calcutá, coleccionando e pintando espécimenes. A sua colecção foi comprada, por altura da sua morte, por William Chapman Hewitson e depositada no Museu de História Natural de Londres. Frederic Moore (1830-1907) descreveu e publicou muitas das novas espécies coleccionadas por William Atkinson.